# Franz Welte
Franz Welte (* 1942 in Luzern) ist ein Schweizer Journalist.

## Leben
Nach einer kaufmännischen Lehre arbeitete Welte als freier Journalist beim Tages-Anzeiger. 1970 wechselte er zum damaligen Anzeiger, Gross-Anzeiger und General-Anzeiger nach St. Gallen. Danach arbeitete er zwanzig Jahre lang bei den St. Galler Nachrichten, deren Chefredaktor er wurde. 2010 übergab er deren Redaktionsleitung an Bernard Marks. Für die St. Galler Nachrichten brachte er «über 1000 Leitartikel auf die Titelseite» und schrieb «mindestens zwei Mal so viele Exklusivberichte».